# Coupe de France de football 1935-1936
Navigation
Coupe de France 1934-1935 Coupe de France 1936-1937
La Coupe de France 1935-1936 a vu s'affronter 636 clubs amateurs et professionnels à travers la France. Ce fut la 19e édition de la coupe de France, dont la finale s'est déroulée au Stade olympique Yves-du-Manoir, le 3 mai 1936. Cette édition a vu gagner l'équipe du RC Paris, qui signe un doublé Coupe-Championnat.

## 3etour
Les 80 matchs du 3e tour se sont joués le 3 novembre 1935 et ont opposé 160 équipes.
Parmi elles, on trouve 9 clubs professionnels de Division 2.
Les 32 autres clubs professionnels sont exemptés de ce tour.

## 4etour
Les matchs du 4e tour se sont joués le 24 novembre 1935.
| Équipe 1                  | Score | Équipe 2                    |  |
| SC Nîmes (D2)             | 0 - 3 | SC St Étienne (DH Lyonnais) |  |
| US Bédarieux (DH Sud-Est) | 7 - 0 | US Revel (DH Midi)          |  |
| SC Cogolin (DH Sud-Est)   | 3 - 1 | ST Médard SC (Sud-Ouest)    |  |

## Trente-deuxièmes de finale
Les matchs des trente-deuxièmes de finale se sont joués le 15 décembre 1935 avec deux matchs joués le 22 (Cannes-St-Étienne SC et le match rejoué Fives-Caudry). 
| Équipe 1                         | Score  | Équipe 2                               | Stade             | Affluence |
| AS Brestoise (DH Ouest)          | 3 - 1  | FC Bordeaux Bouscat (DH Sud-Ouest)     |                   |           |
| FCO Charleville (D2)             | 3 - 1  | ES Bully (DH Nord)                     |                   |           |
| Sporting Club Fivois (D1)        | 0 - 0  | SC Caudry (DH Nord)                    |                   |           |
| Sporting Club Fivois (D1)        | 6 - 0  | SC Caudry (DH Nord)                    |                   |           |
| Olympique lillois (D1)           | 5 - 0  | AS Amicale (DH Paris)                  |                   |           |
| RC Paris (D1)                    | 5 - 1  | FC Lorient (DH Ouest)                  | Stade de Colombes |           |
| Excelsior AC Roubaix (D1)        | 9 - 0  | SC Sélestat (PH Alsace)                |                   |           |
| Red Star Olympique (D1)          | 10 - 1 | EF Bergerac (DH Sud-Ouest)             |                   |           |
| FC Sochaux (D1)                  | 4 - 0  | FC Nancy (D2)                          |                   |           |
| RC Roubaix (D2)                  | 3 - 2  | US Liévin (PH Nord)                    |                   |           |
| AS Cannes (D1)                   | 5 - 1  | SC Saint-Étienne (DH Lyonnais)         |                   |           |
| AS Saint-Étienne (D2)            | 5 - 2  | AS Valentigney (DH Fr.Comté-Bourgogne) |                   |           |
| Olympique de Marseille (D1)      | 8 - 1  | FC Scionzier (DH Lyonnais)             |                   |           |
| SM Caen (D2)                     | 3 - 0  | US Bruay (DH Nord)                     |                   |           |
| Stade rennais UC (D1)            | 4 - 2  | Stade Quimpérois (DH Ouest)            | Stade de Kerhuel  | 5 000     |
| Amiens SC (D2)                   | 7 - 1  | ASSB Oignies (PH Nord)                 |                   |           |
| US Valenciennes-Anzin (D1)       | 6 - 1  | US Quevilly (DH Normandie)             |                   |           |
| CA Paris (D2)                    | 6 - 2  | CA Lisieux (PH Normandie)              |                   |           |
| RC Lens (D2)                     | 2 - 0  | UL Moyeuvre (DH Lorraine)              |                   |           |
| FC Rouen (D2)                    | 12 - 4 | SCO Angers (DH Ouest)                  |                   |           |
| RC Calais (D2)                   | 3 - 0  | FC Dieppe (DH Normandie)               |                   |           |
| Lyon Olympique Villeurbanne (D2) | 2 - 0  | FC Vidauban (PH Sud-Est)               |                   |           |
| AS Troyes (D2)                   | 4 - 1  | RCFC Besançon (DH Fr.Comté-Bourgogne)  |                   |           |
| FC Mulhouse (D1)                 | 3 - 0  | US Annemasse (DH Lyonnais)             |                   |           |
| CO Billancourt (DH Paris)        | 1 - 0  | Lorient Sports (DH Ouest)              |                   |           |
| Olympique alésien (D1)           | 5 - 2  | SC Cogolin (DH Sud-Est)                |                   |           |
| RC Strasbourg (D1)               | 6 - 1  | USL Dunkerque (D2)                     |                   |           |
| US Boulogne (D2)                 | 4 - 3  | Stade Havrais (DH Normandie)           |                   |           |
| FC Sète (D1)                     | 5 - 0  | US Bédarieux (DH Sud-Est)              |                   |           |
| Stade français (DH Paris)        | 5 - 2  | Stade de Reims (D2)                    |                   |           |
| FC Antibes (D1)                  | 0 - 0  | OGC Nice (D2)                          |                   |           |
| FC Antibes (D1)                  | 1 - 0  | OGC Nice (D2)                          |                   |           |
| CS Metz (D1)                     | 2 - 1  | SR Colmar (DH Alsace)                  |                   |           |
| SO Montpellier (D2)              | 7 - 3  | FC Montois (DH Sud-Ouest)              |                   |           |

## Seizièmes de finale
Les matchs des seizièmes de finale se sont joués le 5 janvier 1936, sauf le match AS Brestoise-CA Paris (12 janvier). Le match à rejouer entre l'OM et le FC Sète a lieu le 16 janvier. 
| Équipe 1                    | Score | Équipe 2                         | Lieu            |
| AS Brestoise (DH Ouest)     | 4 - 0 | CA Paris (D2)                    |                 |
| FCO Charleville (D2)        | 4 - 2 | RC Lens (D2)                     | à Lille         |
| Sporting Club Fivois (D1)   | 4 - 1 | FC Rouen (D2)                    | à Amiens        |
| Olympique lillois (D1)      | 3 - 0 | RC Calais (D2)                   | à Dunkerque     |
| RC Paris (D1)               | 3 - 0 | Lyon Olympique Villeurbanne (D2) | à Tours         |
| Excelsior AC Roubaix (D1)   | 4 - 1 | AS Troyes (D2)                   | à Strasbourg    |
| Red Star Olympique (D1)     | 4 - 1 | FC Mulhouse (D1)                 | à Nancy         |
| FC Sochaux (D1)             | 9 - 0 | CO Billancourt (DH Paris)        | à Lyon          |
| RC Roubaix (D2)             | 2 - 0 | Olympique d'Alès (D1)            | à Troyes        |
| AS Cannes (D1)              | 3 - 1 | RC Strasbourg (D1)               | à Marseille     |
| AS Saint-Étienne (D2)       | 3 - 1 | US Boulogne (D2)                 | à Metz          |
| Olympique de Marseille (D1) | 1 - 1 | FC Sète (D1)                     | à Paris         |
| Olympique de Marseille (D1) | 1 - 0 | FC Sète (D1)                     |                 |
| SM Caen (D2)                | 4 - 1 | Stade français (DH Paris)        | au Havre        |
| Stade rennais UC (D1)       | 2 - 0 | FC Antibes (D1)                  | à Bordeaux      |
| Amiens SC (D2)              | 2 - 1 | CS Metz (D1)                     | à Reims         |
| US Valenciennes-Anzin (D1)  | 3 - 2 | SO Montpellier (D2)              | à Saint-Étienne |

## Huitièmes de finale
Les matchs des huitièmes de finale se sont joués le 2 février 1936. Le match a rejoué entre Sochaux et Valenciennes se tient le 20 février.
| Équipe 1                  | Score      | Équipe 2                    | Lieu    |
| AS Brestoise (DH Ouest)   | 4 - 1      | RC Roubaix (D2)             |         |
| FCO Charleville (D2)      | 1 - 0      | AS Cannes (D1)              |         |
| Sporting Club Fivois (D1) | 3 - 1      | AS Saint-Étienne (D2)       |         |
| Olympique lillois (D1)    | 3 - 1      | Olympique de Marseille (D1) |         |
| RC Paris (D1)             | 5 - 1      | SM Caen (D2)                | à Rouen |
| Excelsior AC Roubaix (D1) | 2 - 0      | Stade rennais UC (D1)       |         |
| Red Star Olympique (D1)   | 3 - 1      | Amiens SC (D2)              |         |
| FC Sochaux (D1)           | 2 - 2 a.p. | US Valenciennes-Anzin (D1)  |         |
| FC Sochaux (D1)           | 6 - 2      | US Valenciennes-Anzin (D1)  |         |

## Quarts de finale
Les matchs des quarts de finale se sont joués le 1er mars 1936. Le match rejoué du RCP contre Lille se tient le 12 mars ; Le premier match rejoué entre Sochaux et Five a lieu le 28 mars et le second le 1er avril.
| Équipe 1                | Score      | Équipe 2                  |  |
| RC Paris (D1)           | 2 - 2 a.p. | Olympique lillois (D1)    |  |
| RC Paris (D1)           | 3 - 0      | Olympique lillois (D1)    |  |
| FCO Charleville (D2)    | 2 - 0      | Excelsior AC Roubaix (D1) |  |
| FC Sochaux (D1)         | 0 - 0 a.p. | Sporting Club Fivois (D1) |  |
| FC Sochaux (D1)         | 2 - 2 a.p. | Sporting Club Fivois (D1) |  |
| FC Sochaux (D1)         | 1 - 0      | Sporting Club Fivois (D1) |  |
| Red Star Olympique (D1) | 4 - 2      | AS Brestoise (DH Ouest)   |  |

## Demi-finales
Les matchs des demi-finales se sont joués les 4 (RCP-Sochaux au Parc des Princes) et 5 avril (Charleville-Red Star à Colombes) 1936.
| Équipe 1             | Score | Équipe 2                |  |
| RC Paris (D1)        | 3 - 0 | FC Sochaux (D1)         |  |
| FCO Charleville (D2) | 2 - 1 | Red Star Olympique (D1) |  |

## Finale
La finale a eu lieu au Stade olympique Yves-du-Manoir à Colombes, le 3 mai 1936 devant 39 275 spectateurs. Couard est l'unique buteur du match mais Veinante s'impose comme le meilleur joueur de la finale. Pour Lucien Gamblin, « Veinante dépasse le football français. Il réussirait sûrement dans n'importe quelle équipe anglaise de Division 1. »¹ 

### Feuille de match
| Équipes         | RC Paris - FCO Charleville |
| Score           | 1-0 |
| Date            | 3 mai 1936 |
| Stade           | Stade olympique Yves-du-Manoir, Colombes 39 725 spectateurs |
| Arbitre         | M. Georges Capdeville |
| But             | Roger Couard (67e) |
| RC Paris        | Rodolphe Hiden, Maurice Dupuis, Raoul Diagne, Maurice Banide, Auguste Jordan, Edmond Delfour (cap.), Henri Ozenne, Frederick Kennedy, Roger Couard, Émile Veinante, Jules Mathé Entraîneur : George Kimpton                     |
| FCO Charleville | Julien Darui, Alphonse Languillat, Helenio Herrera (cap.), Pierre Brembilla, Karl Mrkvicka, Armand Frelin, Charles Woerth, Augustin Dujardin, Marcel Dufrasse, Erich Bieber, Georges Merveille Entraîneur-joueur : Erich Bieber |